# Затемнення (фільм, 2006)
«Затемнення» (англ. Fade to Black) — британська кінострічка режисера Олівера Паркера 2006 року.

## Сюжет
У Орсона Веллса в житті досить напружений період. Невдалий шлюб, застій у професійній діяльності. Йому необхідні нові позитивні емоції, які, здавалося, він зможе отримати, якщо змінить обстановку. Орсон вирушає до Італії, проте там він потрапляє у мережу, сплетену з підступних замислів, небезпечних пригод, інтересів впливових осіб і навіть вбивств.

## У ролях
- Денні Г'юстон — Орсон Веллс;
- Дієго Луна — Томмазо Морено;
- Пас Вега — Леа Падованні;
- Крістофер Вокен — Брюстер;
- Ганна Гал'єна — Аїда Падованні;
- Натаніель Паркер — Віола;
- Марія Віоланте Плачідо — Стелла.